# Cây cối trong thần thoại

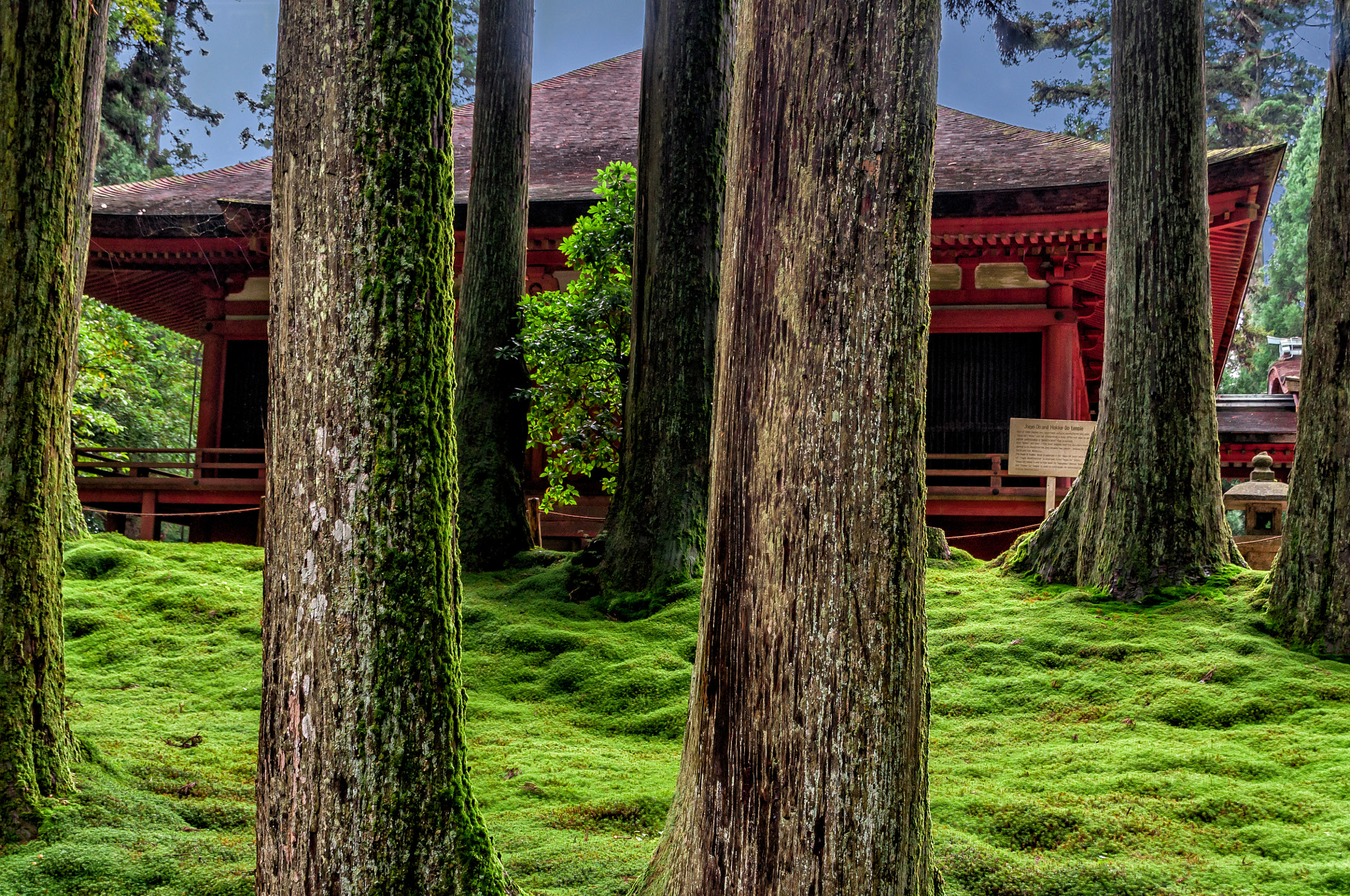
Cây cối ở đền thờ Thần Đạo

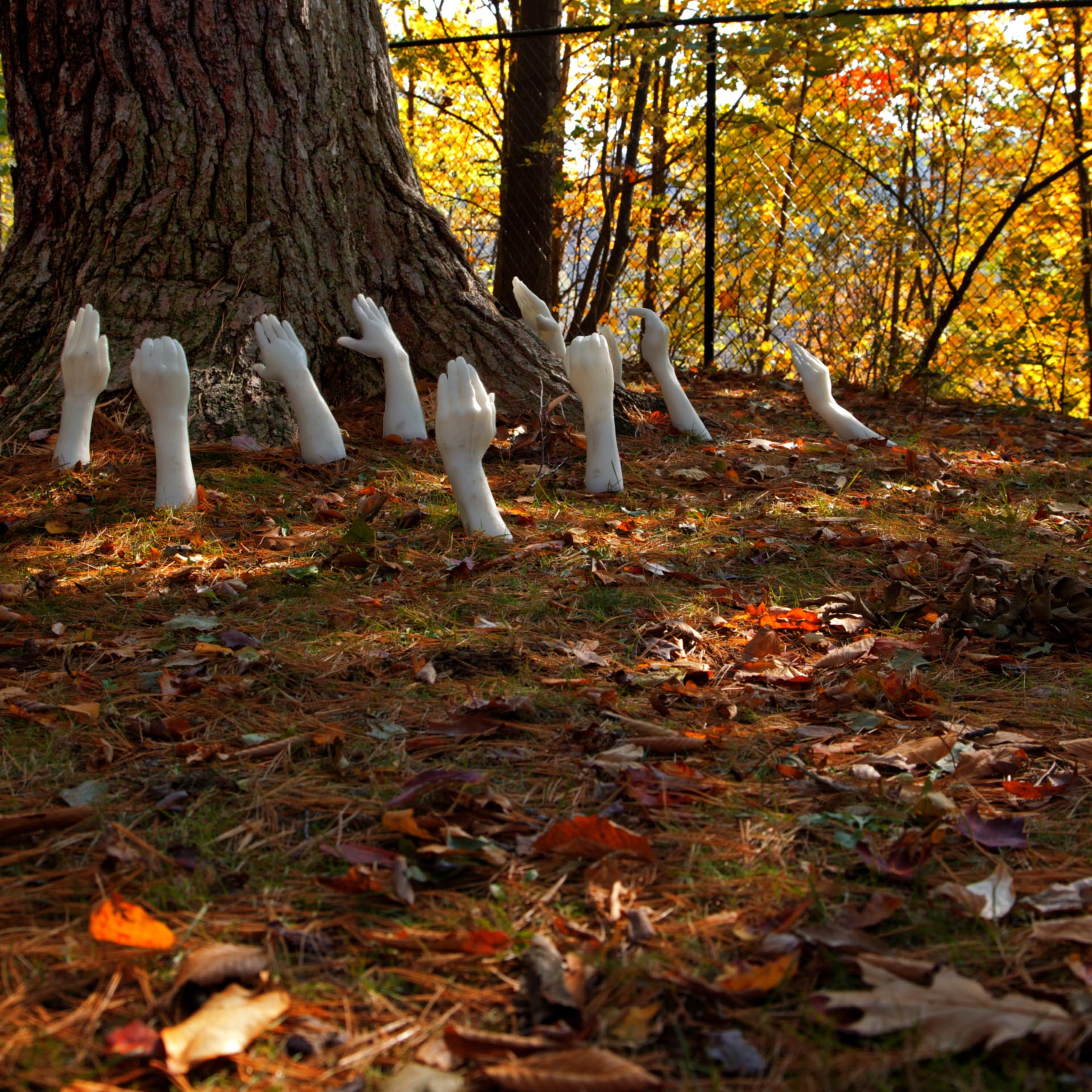
Tín ngưỡng thờ cây thiêng ở Mississauga

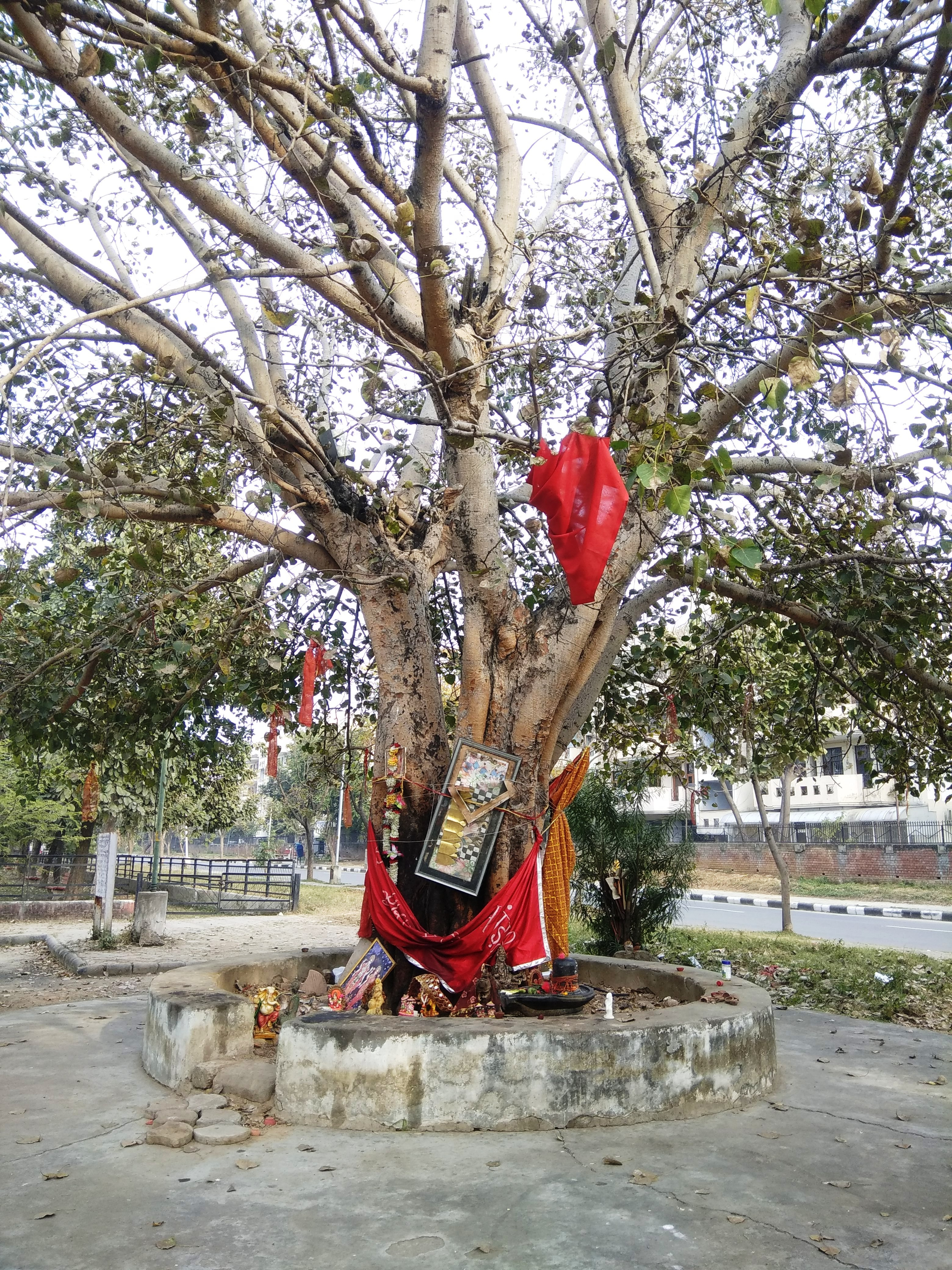
Thờ cây ở Chandigarh thuộc Ấn Độ

Cây cối trong thần thoại (Trees in mythology) có ý nghĩa quan trọng trong nhiều truyền thuyết, thần thoại và huyền kỳ trên toàn thế giới, đồng thời cây cối (ở đây chỉ về thực vật thân gỗ) mang những ý nghĩa sâu sắc và thiêng liêng qua nhiều thời đại lịch sử. Con người quan sát sự sinh trưởng và chết đi của cây, cũng như cảnh héo hon, rơi rụng và sự hồi sinh tán lá hàng năm của cây cối nên người ta thường coi chúng là biểu tượng cho sự sinh sôi, nảy nở, sự chết và sự tái sinh, đâm chồi nảy lộc. Rừng thường xanh, phần lớn vẫn xanh mướt trong suốt các chu kỳ này, đôi khi được coi là biểu tượng của sự vĩnh cửu, sự bất tử hoặc khả năng sinh sản, từ lẽ đó, con người thời nguyên thủy đã có tục thờ cây cối như là một tín ngưỡng sùng bái tự nhiên. Hình tượng Cây sự sống hay cây thế giới xuất hiện trong nhiều thần thoại như là một thế giới vũ trụ thu nhỏ.
Những minh chứng này bao gồm cây đa (banyan) và cây vả thiêng liêng (Ficus religiosa) trong Ấn Độ giáo, Phật giáo và Kỳ Na giáo, cây biết điều thiện và ác của Do Thái giáo và Kitô giáo. Trong tín ngưỡng dân gian và văn hóa dân gian, cây cối thường được cho là nơi cư ngụ của thần cây, nữ thần cây, thần rừng, sơn thần trong những khu rừng thiêng hay trên núi thiêng. Trong thần thoại và ngoại giáo Đức và thần thoại Đức thì nhũng khóm cây thiêng liêng cũng như Đa thần Celtic dường như đều liên quan đến việc thực hành tín ngưỡng ở khu rừng thiêng, đặc biệt là lùm cây sồi. Tử thư Ai Cập đề cập đến loại cây Ficus sycomorus như một phần của khung cảnh nơi linh hồn của người đã khuất tìm thấy nơi an nghỉ hạnh phúc. Sự hiện diện của cây cối trong thần thoại đôi khi liên quan đến khái niệm cây thiêng và khu rừng thiêng. Cây cối là một thuộc tính của nguyên mẫu locus amoenus.

## Các loại cây
Ở nhiều nơi trên thế giới, du khách có phong tục treo đồ vật lên cây để thiết lập một mối quan hệ nào đó giữa họ và cây nguyện ước. Trên khắp Châu Âu, cây cối được biết đến là địa điểm hành hương, đi lại theo nghi lễ và là nơi cầu nguyện theo lễ Cơ Đốc giáo. Vòng hoa, ruy băng hoặc giẻ rách được treo để cầu may, niềm tin này hướng đến sự chữa lành hoặc hoặc đơn thuần là ước muốn. Ở Nam Mỹ, Darwin đã ghi nhận lại sự việc một cái cây được tôn vinh bằng nhiều lễ vật (giẻ lau, thịt, xì gà, v.v.); người ta làm lễ cúng cho nó và hiến tế ngựa. Cái cây thế giới với cành vươn lên trời và rễ cắm sâu vào lòng đất, có thể thấy tồn tại trong ba thế giới - mối liên kết giữa trời, đất và âm phủ, thống nhất trên và dưới. Cây thiêng vĩ đại này như một trục vũ trụ (axis mundi), trợ giúp hoặc nâng đỡ vũ trụ và nuôi dưỡng mối liên kết giữa trời, đất và thế giới ngầm.
Trong thần thoại châu Âu, ví dụ nổi tiếng nhất là cái cây Yggdrasil từ thần thoại Bắc Âu. Ngoài ra, còn nhiều cây thiêng khác như Cây sự sống trong Kinh Thánh, Cây Giáng Sinh trong Cơ Đốc giáo, cây Lotus trong thần thoại Hy Lạp, Cội Bồ-đề trong Phật giáo. Trong Phật giáo xem cây vấp là linh thụ, tiếng Phạn gọi là Nāgapuṣpa (nghĩa là "hoa rồng"), hay còn gọi là cây Long Hoa (龍華樹 lónghuā shù/Long Hoa thụ) với điển tích Hội Long Hoa, mà dưới tán nó, Bồ Tát Di Lặc (vị Phật tương lai) sẽ thành tựu Phật quả, là nơi Bồ tát Long Hoa Di Lặc sẽ thuyết bài pháp đầu tiên của Ngài sau khi thành đạo, giáo hóa và độ thoát vô số chúng sinh, cây Long Hoa được mô tả trong kinh điển là một loại cây rất to lớn, có hoa màu vàng rực rỡ (gọi là hoa Long Hoa), tỏa hương thơm ngát và có vẻ đẹp phi thường. Ở Trung Quốc có truyền thuyết về cây tiền tài, cây Phù Tang. Ở Việt Nam có truyền thống dựng cây nêu ngày Tết theo truyền thuyết thì cây nêu này sẽ chống lại quỹ dữ, trong lịch sử có cây Chiên Đàn tán rộng là nơi trú ẩn của Quỷ Xương Cuồng. Một số nơi có truyền thuyết về cây ăn thịt người đặc biệt là truyền thuyết đi đường của những thổ dân da đen sống trong những khu rừng rậm và đầm lầy nước đen, cây ăn thịt người là một đặc sản của Madagascar và được người dân bộ tộc Mkodo ở đây tôn thờ như một linh vật đặc biệt.